# Картвелин, Николай Петрович
Николай Петрович Картвелин (? — ?) — иркутский гражданский губернатор в 1803—1805 годах. Действительный статский советник.

## Биография
Дата и место рождения Н. П. Картвелина неизвестны.
5 июня 1803 года назначен иркутским гражданским губернатором. На тот момент был в чине генерал-майора. 29 февраля 1804 года прибыл в Иркутск. 13 сентября 1804 года отстранён от должности губернатора. Вплоть до приезда в Иркутск 15 июля 1805 года нового губернатора А. М. Корнилова, по-видимому, продолжал исполнять обязанности губернатора.